# Formaggi Pinzolo Fiavè
Formaggi Pinzolo Fiavè, Mobilvetta-Northwave, Mobilvetta-Rossin, Mobilvetta-Formaggi Trentini, Formaggi Trentini, oder Formaggi Pinzolo Fiavé-Ciarrocchi Immobiliare war ein italienisches Radsportteam im Straßenradsport, welches von 1998 bis 2004 bestand.

## Geschichte
Das Team wurde 1998 unter der Leitung von Stefano Giuliani gegründet. Im ersten Jahr konnte neben den Siegen ein zweiter Platz beim Gran Premio Industria & Artigianato und dritte Plätze beim Circuito Montañes und beim Grand Prix Cholet-Pays de la Loire erreicht werden. 1999 konnte der dritte Platz bei dem Grosser Preis des Kantons Aargau, der vierte Platz beim Giro del Lazio und der sechste Platz bei Tirreno-Adriatico erzielt werden. 2000 konnte das Team neben den Siegen fünfte Plätze beim Giro del Lazio und Giro del Veneto, Platz 4 beim Giro di Romagna und Platz 2 beim Gran Premio Industria e Commercio Artigianato Carnaghese erzielen. Im Folgejahr konnte folgende Platzierungen vorgewiesen werden: Platz 2 bei der Brixia Tour, Platz 3 bei der Coppa Sabatini und Platz 4 bei der Coppa Placci. 2002 verpasste das Team knapp die Top Ten mit Platz 11 bei Mailand-Sanremo. Außerdem fehlten lediglich wenige Sekunden um den Gesamtsieg bei der Österreich-Rundfahrt feiern zu können. Somit wurde Platz 2 mit 2 Sekunden Rückstand belegt. Ein Jahr danach konnte das Team zweite Plätze bei den Philadelphia Cycling Classic, der Giro dell’Etna, Gran Premio Industria & Artigianato und GP Fred Mengoni sowie Platz 3 beim Gran Premio Nobili Rubinetterie erreichen. Im letzten Jahr konnte mit Platz 15 beim Giro d’Italia 2004 die beste Platzierung erreicht werden.
Von 1998 bis 2001 war der Hauptsponsor ein italienischer Hersteller von Wohnmobilen. Ab 2002 bis 2004 das Konsortium Formaggi Trentini, ein Zusammenschluss von Trentiner Molkereien. Als Co-Sponsor tätig waren eine italienische Marke für Snowboard und Radsportbekleidung 1998 bis 1999, Rossin 2000, Formaggi Trentini 2001 und Ciarrocchi Immobiliare 2003.

## Erfolge
1998
- drei Etappen Circuito Montañés
- eine Etappe Giro del Trentino

1999
- zwei Etappen Giro d’Italia
- eine Etappe Tour de Suisse
- eine Etappe Tirreno–Adriatico
- eine Etappe Polen-Rundfahrt
- eine Etappe Drei Tage von De Panne
- eine Etappe Euskal Bizikleta
- Criterium d’Abruzzo

2000
- zwei Etappen Giro d’Italia
- drei Etappen Tour de Langkawi
- eine Etappe Portugal-Rundfahrt
- eine Etappe Ster der Beloften

2001
- Criterium d’Abruzzo
- Giro dell’Etna
- Punktewertung und  Intergiro Intergiro-Wertung Giro d’Italia

2002
- zwei Etappen Tour de Langkawi
- eine Etappe Settimana Internazionale Coppi e Bartali
- eine Etappe Brixia Tour
- eine Etappe Giro della Provincia di Lucca
- eine Etappe Österreich-Rundfahrt
- GP Krka

2003
- Giro di Toscana
- Stausee-Rundfahrt Klingnau
- eine Etappe Tour de Georgia
- eine Etappe Giro del Trentino
- eine Etappe Settimana Ciclistica Lombarda

2004
- Giro d’Oro
- eine Etappe Tour de Langkawi
- eine Etappe Settimana Ciclistica Lombarda
- eine Etappe Circuit de Lorraine

## Wichtige Platzierungen
Grand Tours
| Grand Tour        | 1998 | 1999 | 2000 | 2001 | 2002 | 2003 | 2004 |
| ----------------- | ---- | ---- | ---- | ---- | ---- | ---- | ---- |
| Giro d’ItaliaGiro | –    | 37   | 32   | 73   | 31   | 30   | 15   |

Monumente des Radsports
| Monument            | 1998 | 1999 | 2000 | 2001 | 2002 | 2003 | 2004 |
| ------------------- | ---- | ---- | ---- | ---- | ---- | ---- | ---- |
| Mailand–Sanremo     | –    | 33   | 44   | 53   | 11   | –    | –    |
| Lombardei-Rundfahrt | 35   | 11   | 30   | 41   | 71   | –    | –    |

## Bekannte Fahrer
- Mario Manzoni (1998–1999+2004)
- Pascal Richard (1999)
- Massimo Strazzer (1999+2001)
- Ivan Quaranta (1999–2000+2004)
- Evgueni Berzin (2000–2001)
- Alberto Ongarato (2000–2001)
- Hans-Peter Obwaller (2002)
- Luis Felipe Laverde (2002–2004)
- Rinaldo Nocentini (2003)
- Bo Hamburger (2003)
- Marco Villa (2003–2004)
- Jure Golčer (2004)